# Салданья, Паула
Паула Мария Жанна Салданья (порт. Paula Marie Jeanne Saldanha, род. 6 марта 1972, Фуншал) — португальская дзюдоистка. Участница летних Олимпийских игр 1992 года, серебряный призёр чемпионата Европы 1999 года.

## Биография
Паула Салданья родилась 6 марта 1972 года в португальском городе Фуншал.
Выступала в соревнованиях по дзюдо за «Спортинг» из Мадейры. 11 раз становилась чемпионкой Португалии (1989—1990, 1992—1997, 1999—2000, 2002), дважды выигрывала серебро (1988, 1991).
В 1992 году вошла в состав сборной Португалии на летних Олимпийских играх в Барселоне. Выступала в весовой категории до 52 кг. В 1/8 финала выиграла иппоном на 14-й секунде у Равдангийн Дечинмаа из Монголии, в 1/4 финала победила Лайн Пуарье из Канады, в полуфинале проиграла иппоном на 4-й минуте Джессике Гал из Нидерландов. В утешительном раунде победила Дину Максутову из Объединённой команды и проиграла Алессандре Гуинджи из Италии, поделив 7-е место.
В 1999 году завоевала серебряную медаль на чемпионате Европы в Братиславе в весовой категории до 52 кг, уступив в финале Деборе Аллан из Великобритании.
По окончании выступлений стала судьёй международной категории по дзюдо.